# Mahmoud Sakhaie
Mahmoud Sakhaie (pers. محمود سخائی) (ur. 1917, zm. 19 sierpnia 1953) – irański strzelec, olimpijczyk.
Brał udział w Letnich Igrzyskach Olimpijskich 1948 (Londyn); startował w dwóch konkurencjach indywidualnych, w których zajmował miejsca pod koniec stawki.

## Wyniki olimpijskie
| Igrzyska    | Konkurencja                          | Wynik | Miejsce    | Źródło |
| ----------- | ------------------------------------ | --- | ---------- | ------ |
| Londyn 1948 | Karabin dowolny, trzy postawy, 300 m | 587 punktów W pozycji leżącej – 232 punkty W pozycji klęczącej – 217 punktów W pozycji stojącej – 138 punktów | 35 (na 36) | [ 2 ]  |
| Londyn 1948 | Karabin małokalibrowy leżąc, 50 m    | 552 punkty (91-94-91-90-96-90)                                                                                | 67 (na 71) | [ 3 ]  |